# Faunatunnel

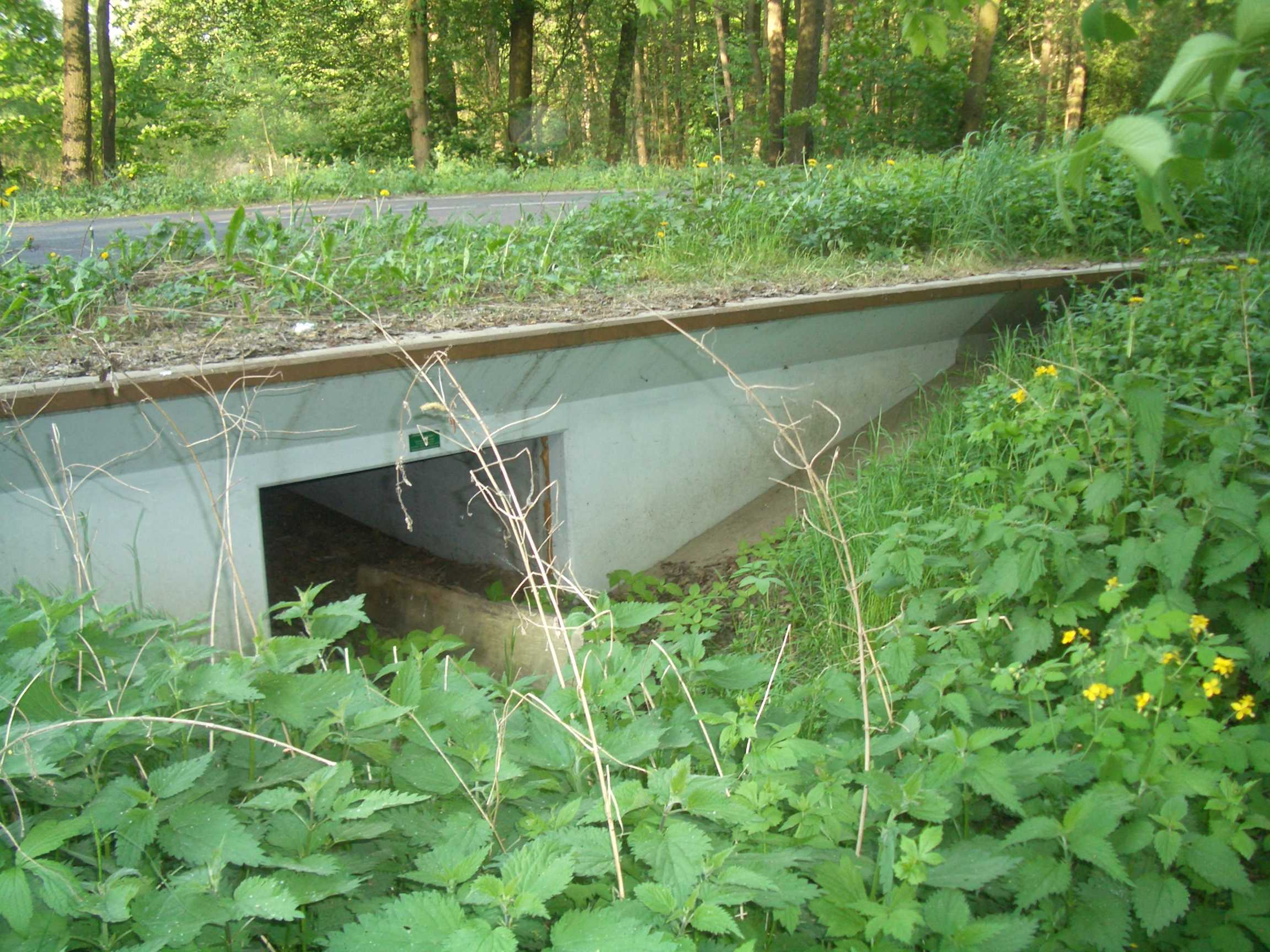
Amfibieëntunnel

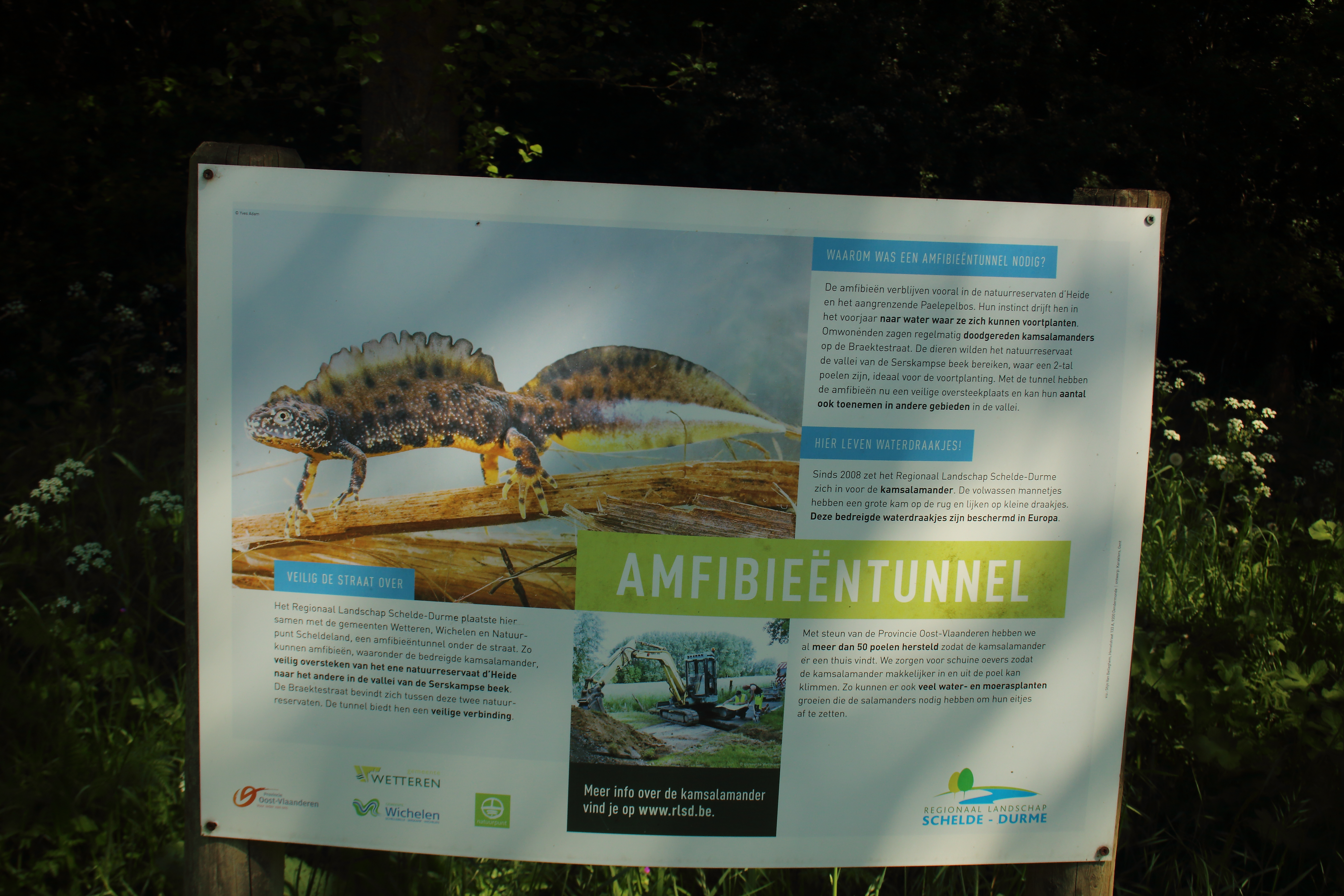
Amfibieëntunnel in de Serskampse bossen

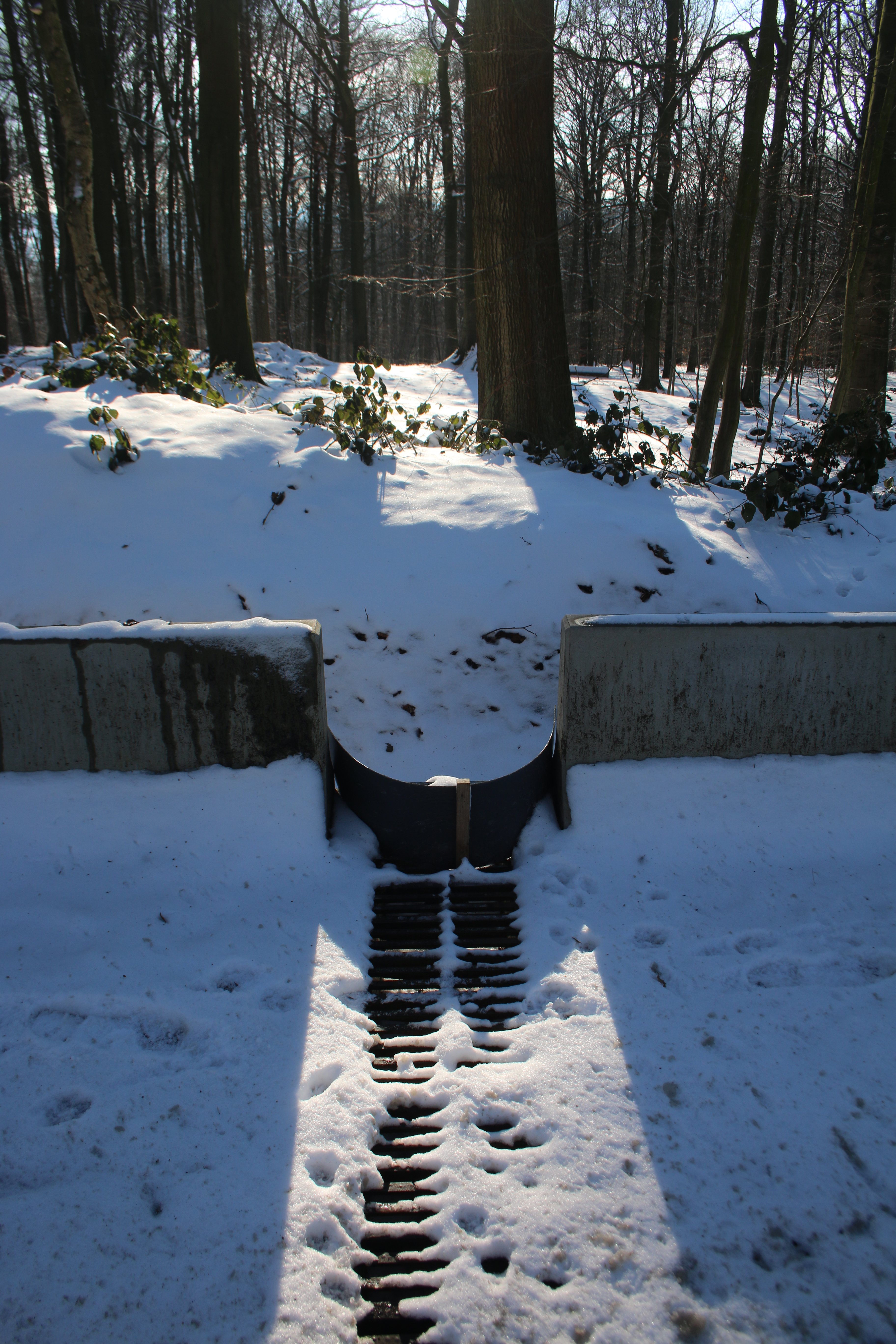
Amfibieëntunnel in het Pottelbergbos

Een faunatunnel is een tunnel onder een weg of spoorlijn door waar kleine tot middelgrote zoogdieren, reptielen, amfibieën en ongewervelden doorheen kunnen. Zo is het voor hen mogelijk veilig van de ene kant van de verkeersader naar de andere kant te geraken. Grote zoogdieren kunnen er geen gebruik van maken. Er bestaan twee soorten faunatunnels: natte en droge. Een veel gebruikt constructiemateriaal is een rioolbuis van middelgrote diameter.
De vormgeving van het wegtalud langs weg of spoorlijn zorgt ervoor dat de dieren naar de tunnel geleid worden. Daarbij komt vaak een hekwerk dat voorzien is van fijnmazig gaas aan de onderzijde.